# Герб Ворзеля

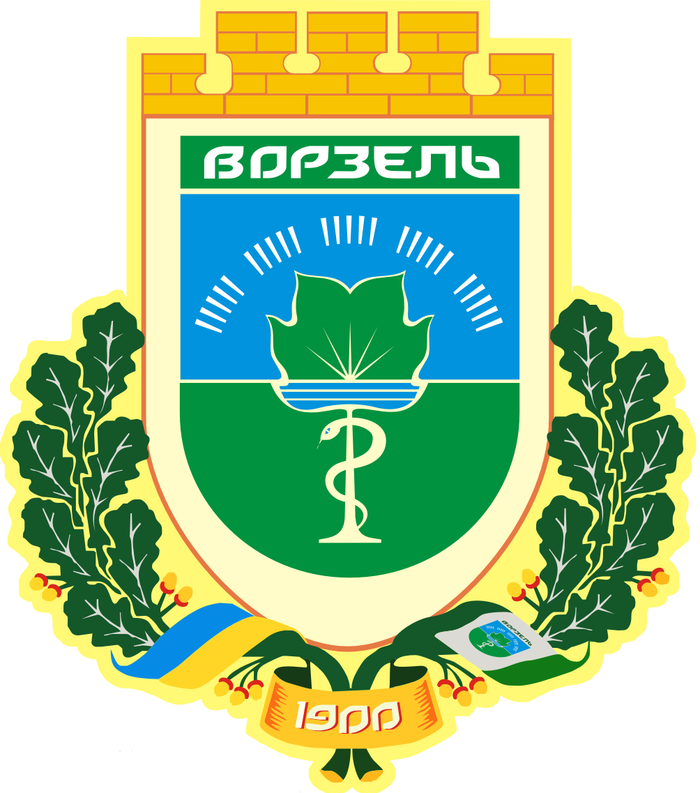

Герб Ворзеля ― офіційний символ селища міського типу Ворзель Бучанського району Київської області, затверджений рішенням селищної ради від 19 листопада 2003 року.

## Опис
Герб являє собою іспанський щит, перетятий на лазурове і зелене поля. У центрі щита перетяте дерево з кроною перемінних з полями кольорів з срібним стовбуром, який обвиває срібна змія. Над деревом — срібне сяйво. Щит увінчаний мурованою короною, під якою напис «Ворзель» старовинним шрифтом. Щит облямований вінком з дубових листків, і оповитий прапором України та прапором Ворзеля. Внизу на жовтій стрічці дата 1900, що є роком заснування смт.

## Історія
У радянський період існував інший герб авторства Б. Б. Шулевського, який відображав символи радянського селища-курорта з багатьма піонерськими таборами. Затверджений 3 квітня 1990 року. Щит складався з двох частин — зеленого і синього кольорів. На першій частині — срібна змія з золотою чашою посередині, а у лівому верхньому кутку — гілка каштана, на другій частині — золота зірка з червоним полум'ям. Зірка зображена палаючою, оскільки це символ радянської піонерії, і таким чином конкретно вказує на наявність піонерських таборів у Ворзелі.
На золотому картуші зверху напис «Ворзель» старовинним шрифтом. Внизу щита — серп і молот.